# Rundfunkjahr 1940

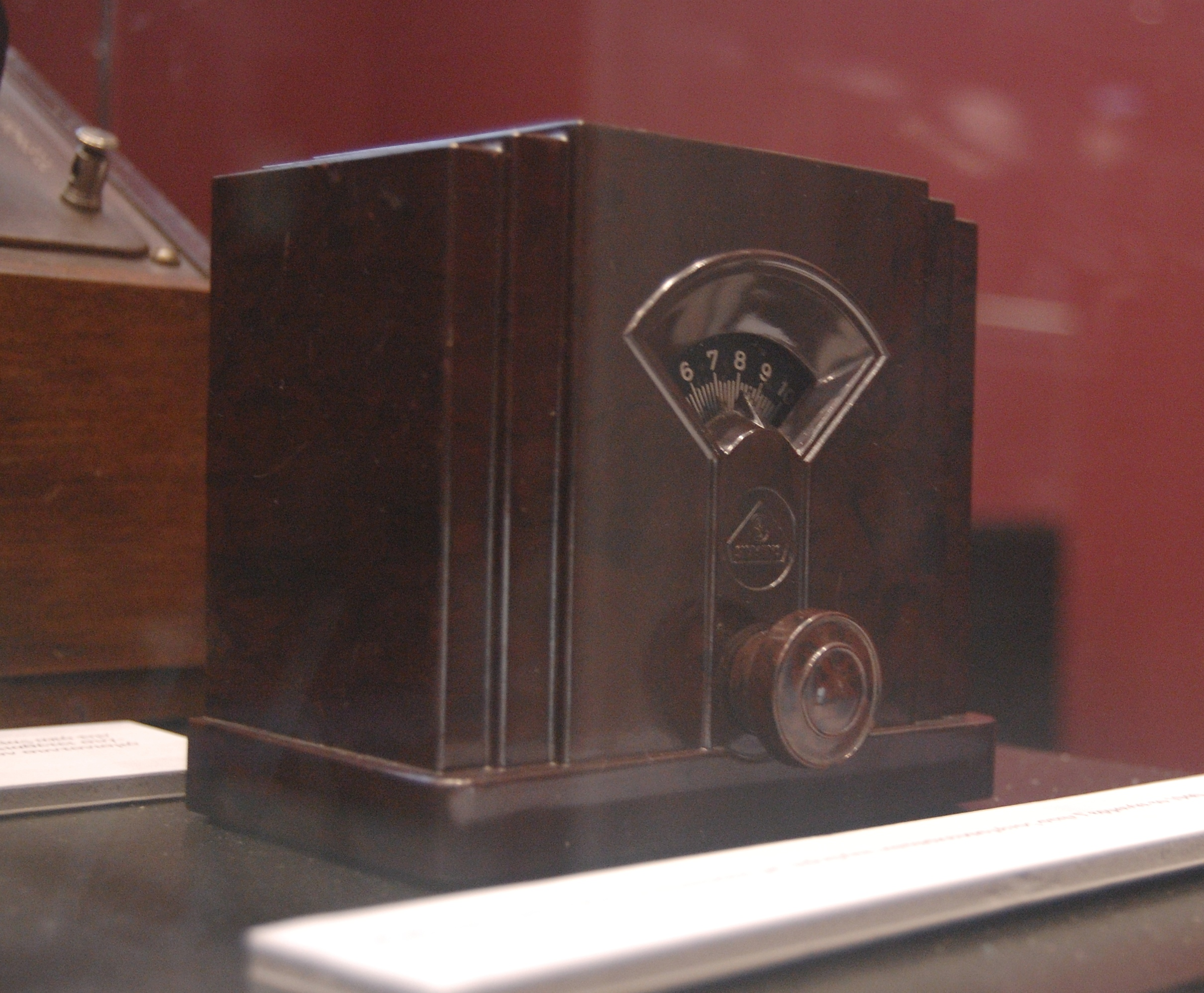
Ein Detektorempfänger von Siemens (1940)

Liste der Rundfunkjahre

◄◄ | ◄ | 1936 | 1937 | 1938 | 1939 | Rundfunkjahr 1940 | 1941 | 1942 | 1943 | 1944 | ► | ►►

Weitere Ereignisse

## Allgemein
- Der Zweite Weltkrieg wird mit der Besetzung Dänemarks und Norwegens fortgesetzt. Im Westfeldzug erobert die deutsche Wehrmacht die Niederlande, Belgien, Luxemburg und Frankreich.
- 27. März – SS-Reichsführer Heinrich Himmler ordnet das Errichten des KZ Auschwitz an.
- 15. bis 17. Juni – Die Sowjetunion besetzt Estland, Lettland und Litauen.
- 20. Juli – Das US-amerikanische Musikmagazin Billboard veröffentlicht die ersten Schlagercharts (englisch: Music Popularity Chart).

## Hörfunk

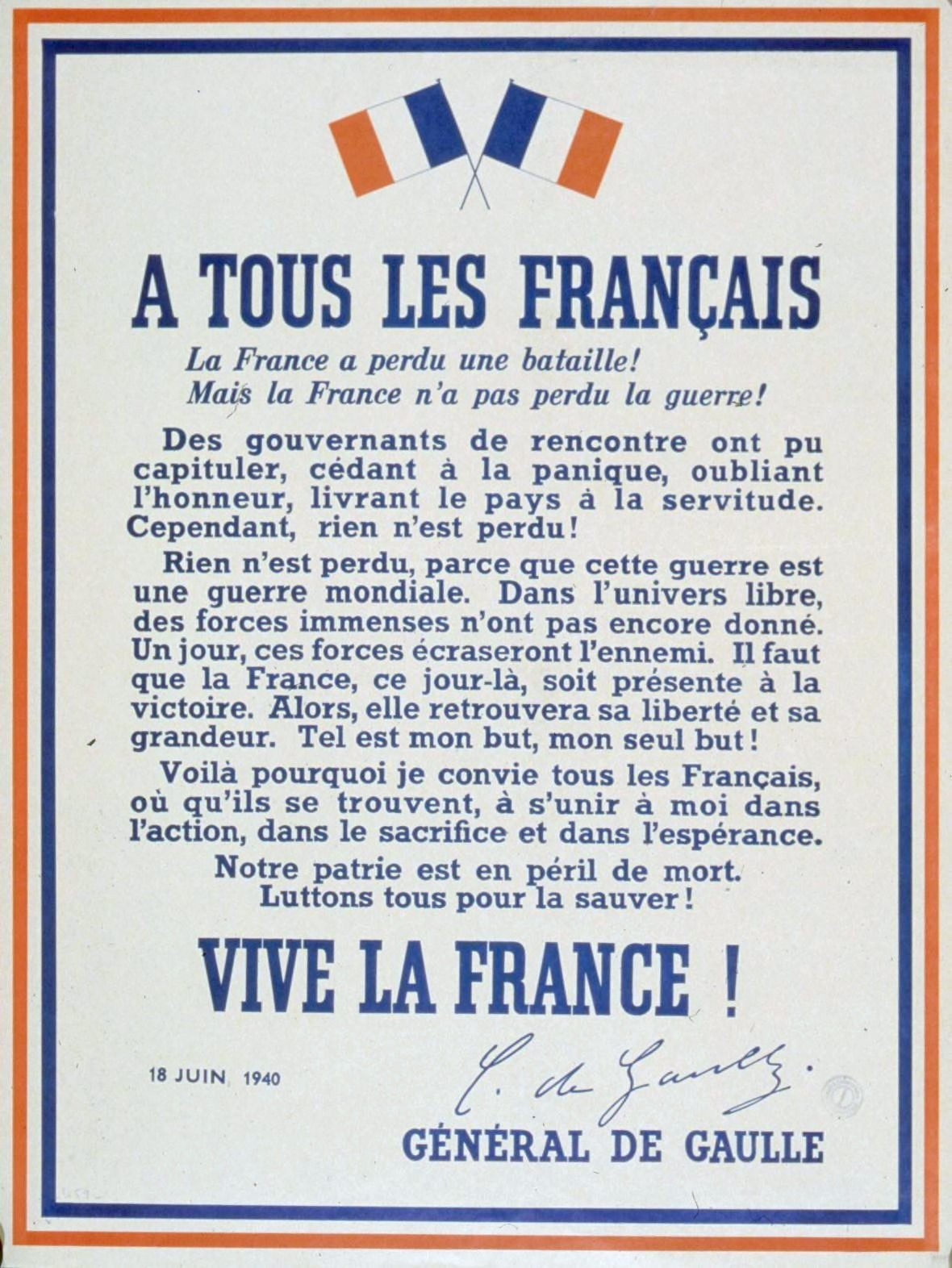
Der Appell des 18. Juni: Charles de Gaulle ruft die Franzosen via BBC zum Widerstand auf

- Der Sunset Valley Barn Dance (KSTP) geht erstmals in Saint Paul, Minnesota auf Sendung.
- Der WSB Barn Dance hat in Atlanta, Georgia Premiere.
- 12. Februar – Die US-amerikanische Hörspielserie The Adventures of Superman hat auf dem New Yorker Mittelwellensender WOR Premiere.
- 23. März – Die US-amerikanische Quizsendung Truth or Consequences startet auf CBS. Sie ist so erfolgreich, dass sich 1950 die Kleinstadt Hot Springs in New Mexico nach ihr umbenennt.
- 1. April – Im Sudan führen die englischen Behörden den Rundfunk ein. Der erste Sender, Radio Omdurman, wird im Postgebäude von Omdurman eingerichtet.
- 9. Juni – Start des Einheitsprogrammes aller deutschen Reichssender.
- 18. Juni – Noch während des Westfeldzuges fordert Charles de Gaulle in einer Rundfunkansprache („Appell des 18. Juni“) über die BBC in London die Franzosen zum Widerstand gegen die deutsche Besatzung auf. Die Botschaft kommt kaum an, da nur wenige Franzosen in der Lage sind, die BBC zu empfangen. Die Rede wird – wie bei Hörfunksendungen zu dieser Zeit üblich – nicht automatisch aufgezeichnet und archiviert, so dass es sich bei jenen Versionen, die nach dem Krieg kursieren, nur um Rekonstruktionen handelt.
- 25. Juni – Die französischen Hörfunksender stellen ihre Sendetätigkeit ein.
- Sommer – Die BBC startet mit Frau Wernicke eine satirische Sendereihe über die Politik der Nationalsozialisten.
- 6. September – Die BBC beginnt für das besetzte Frankreich mit der Ausstrahlung der Sendung „Les Français parlent aux Français“. In der französischen Hauptstadt wird hingegen Radio Paris zum wichtigsten Instrument der deutschen Besatzungspropaganda, worauf die BBC immer wieder zur bekannten Melodie des mexikanischen Revolutionsliedes La Cucaracha den Slogan „Radio Paris ment, Radio Paris ment, Radio Paris est allemand“ („Radio Paris lügt, Radio Paris ist deutsch“) sendet.
- 15. Oktober – Im Broadcasting House, dem Sitz der BBC in London, werden sieben Mitarbeiter bei einem Bombenabwurf durch deutsche Flieger getötet.
- 24. Dezember – Der Deutschlandsender gestaltet zum ersten Mal eine Weihnachtsringsendung.
- 29. Dezember – Der Titel der 16. Ausgabe der Fireside chats (Kamingespräche) lautet „On National Security“. Darin prägt US-Präsident Franklin D. Roosevelt unter dem Eindruck des größtenteils von Deutschland besetzten und Diktatoren wie Stalin, Franco und Mussolini unterworfenen Europa den Begriff vom „Arsenal der Demokratie“ („The Arsenal of Democracy“). Er warnt eindringlich vor einem Zusammenbruch Großbritanniens, da in diesem Fall den Achsenmächten solch enorme Mittel zur Verfügung stünden, dass die Sicherheit des amerikanischen Kontinents und der USA selbst gefährdet sei.

## Geboren
- 12. Januar – Matthias Habich, deutscher Schauspieler (Jack Holborn, 1982; Jahrestage, 2000), wird in Danzig geboren.
- 19. Januar – John Siegfried Mehnert, deutscher Whistleblower und Schauspieler, wird in Leipzig geboren († 2025).
- 19. Januar – Bernhard Sinkel, deutscher Regisseur, Autor und Produzent, wird in Frankfurt am Main geboren.
- 10. Februar – Rainer Holbe, deutscher Journalist, Fernsehmoderator und Autor, wird in Komotau, Sudetenland geboren († 2025).
- 13. Februar – Werner Pirchner, österreichischer Komponist, wird in Hall in Tirol geboren. Pirchner gestaltete 1994 für den Kultursender Ö1 ein komplett neues Sounddesign († 2001).
- 01. April – Annie Nightingale, britische Hörfunk- und Fernsehmoderatorin, wird in West-London geboren († 2024).
- 05. Juni – Peter Nidetzky, österreichischer Fernsehmoderator beim ORF, wird in Wien geboren. Bekannt wurde er insbesondere als Leiter des Wiener Aufnahmestudios der Fahndungssendung Aktenzeichen XY … ungelöst († 2024).
- 10. Juni – Helga Neuner, deutsche Schauspielerin, u. a. bekannt aus der Fernsehserie Die Firma Hesselbach, wird in München geboren.
- 11. Juli – Tommy Vance, britischer Hörfunkmoderator (Top of the Pops) wird als Richard Anthony Crispian Francis Prew Hope-Weston in Oxford geboren († 2005).
- 09. August – Marie-Luise Marjan, deutsche Schauspielerin (bekannt in der Rolle der ‚Helga Beimer‘ in der Lindenstraße), wird in Essen geboren.
- 19. September – Karin Baal, deutsche Schauspielerin, wird in Berlin geboren († 2024).
- 30. September – Mady Riehl, deutsche Schlagersängerin, Schauspielerin und Fernsehmoderatorin, wird in Berlin geboren.
- 27. November – Bruce Lee, US-amerikanischer Schauspieler und Kampfkünstler, wird in Hongkong geboren († 1973).
- 18. Dezember – Klaus Wennemann, deutscher Schauspieler (Das Boot, 1981; Der Fahnder, Fernsehserie, 1984–2001), wird in Oer-Erkenschwick geboren († 2000).
- 28. Dezember – Don Francisco, eigentlich Mario Luis Kreutzberger Blumenfeld, chilenischer Fernsehmoderator, wird in Talca (Chile) geboren.

## Gestorben
- 24. März – Édouard Branly, französischer Physiker und Pionier der frühen Funktechnik stirbt 95-jährig in Paris. Branly konstruierte 1890 den Kohärer, eine entscheidende Teilerfindung der späteren Hörfunktechnik.
- 24. August – Paul Nipkow, deutscher Techniker und Fernsehpionier, Erfinder der Nipkow-Scheibe stirbt zwei Tage nach seinem 80. Geburtstag in Berlin.